# Doridomorpha
Doridomorpha is een geslacht van weekdieren uit de klasse van de Gastropoda (slakken).

## Soort
- Doridomorpha gardineri Eliot, 1903[1]